# Cystopteris fragilis x asplenium trichomanes
Cystopteris fragilis x asplenium trichomanes là một loài dương xỉ trong họ Cystopteridaceae. Loài này được mô tả khoa học đầu tiên..
Danh pháp khoa học của loài này chưa được làm sáng tỏ. 

## Hình ảnh

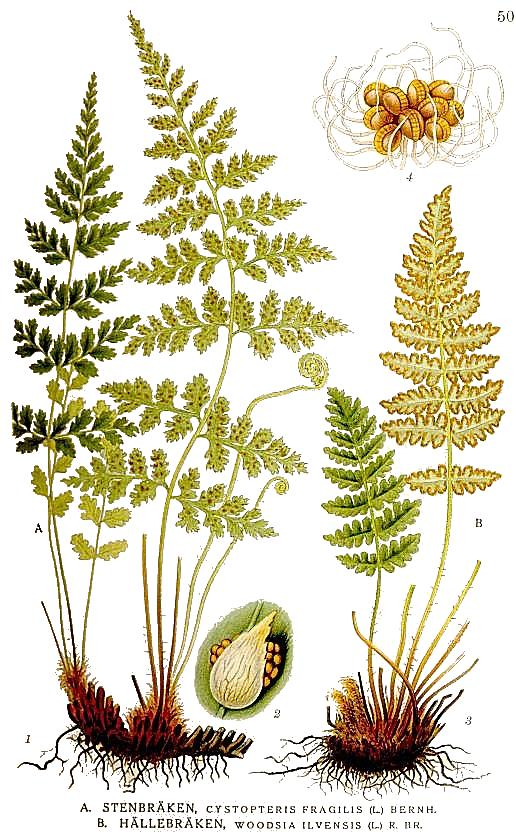
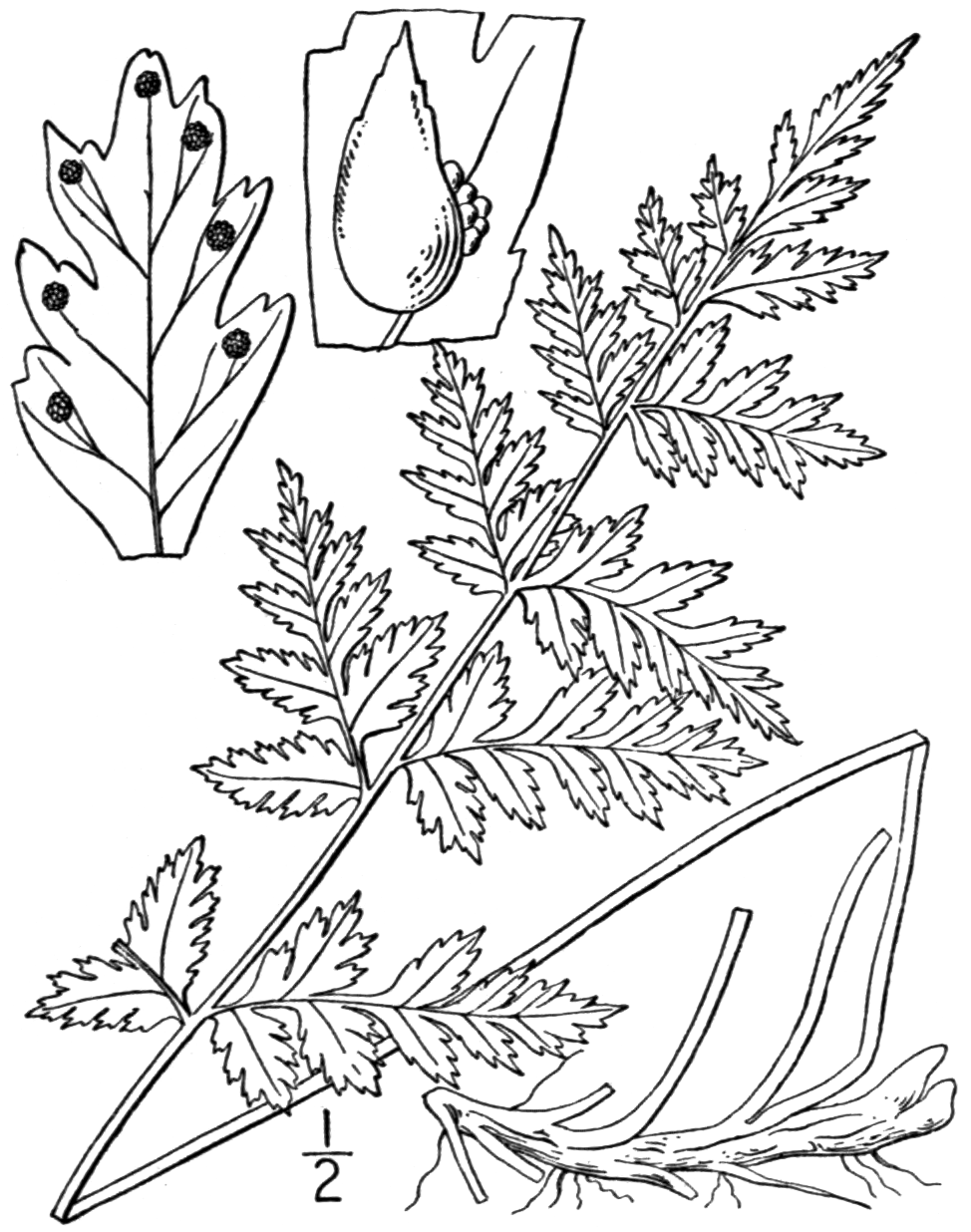
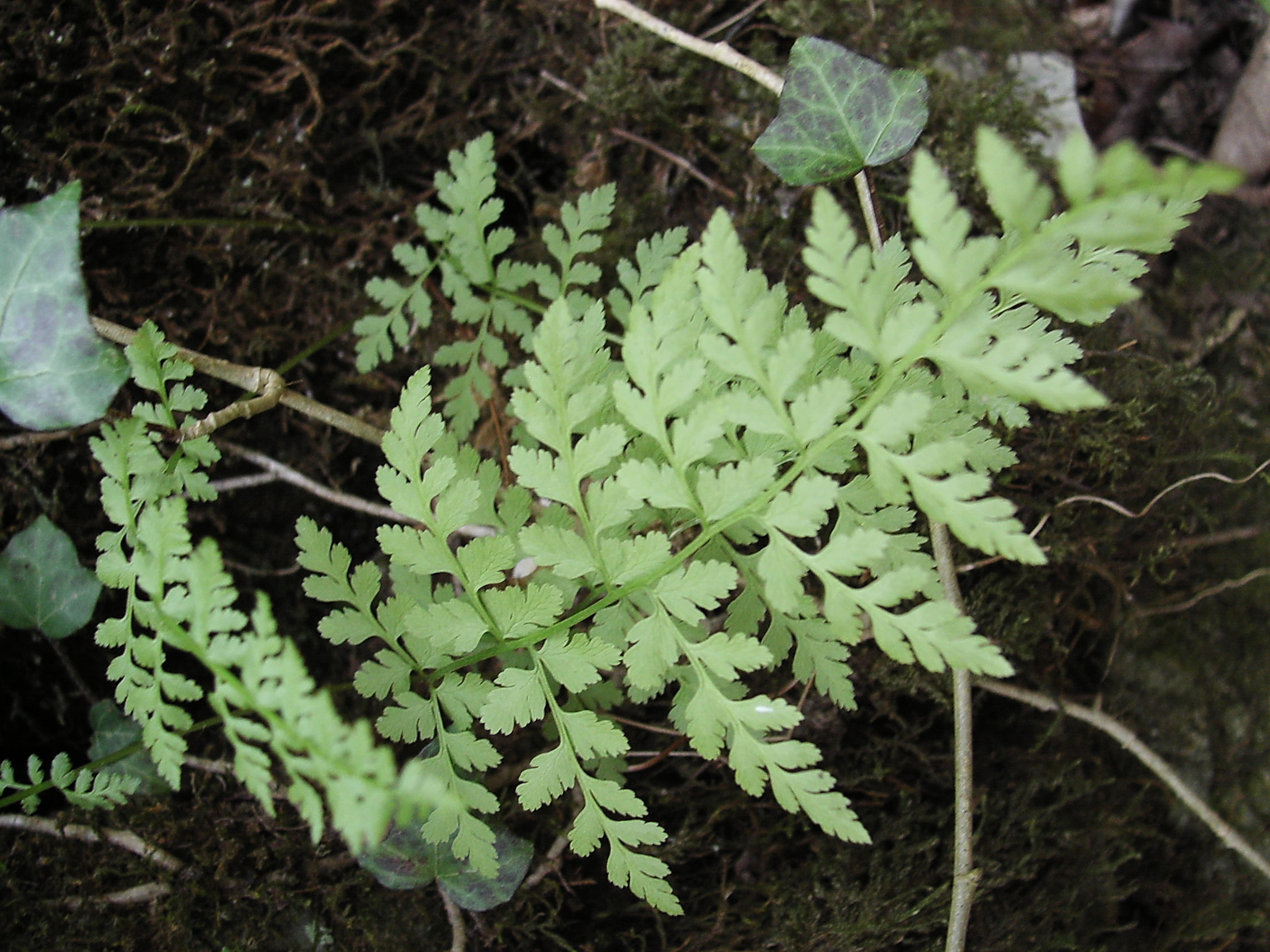
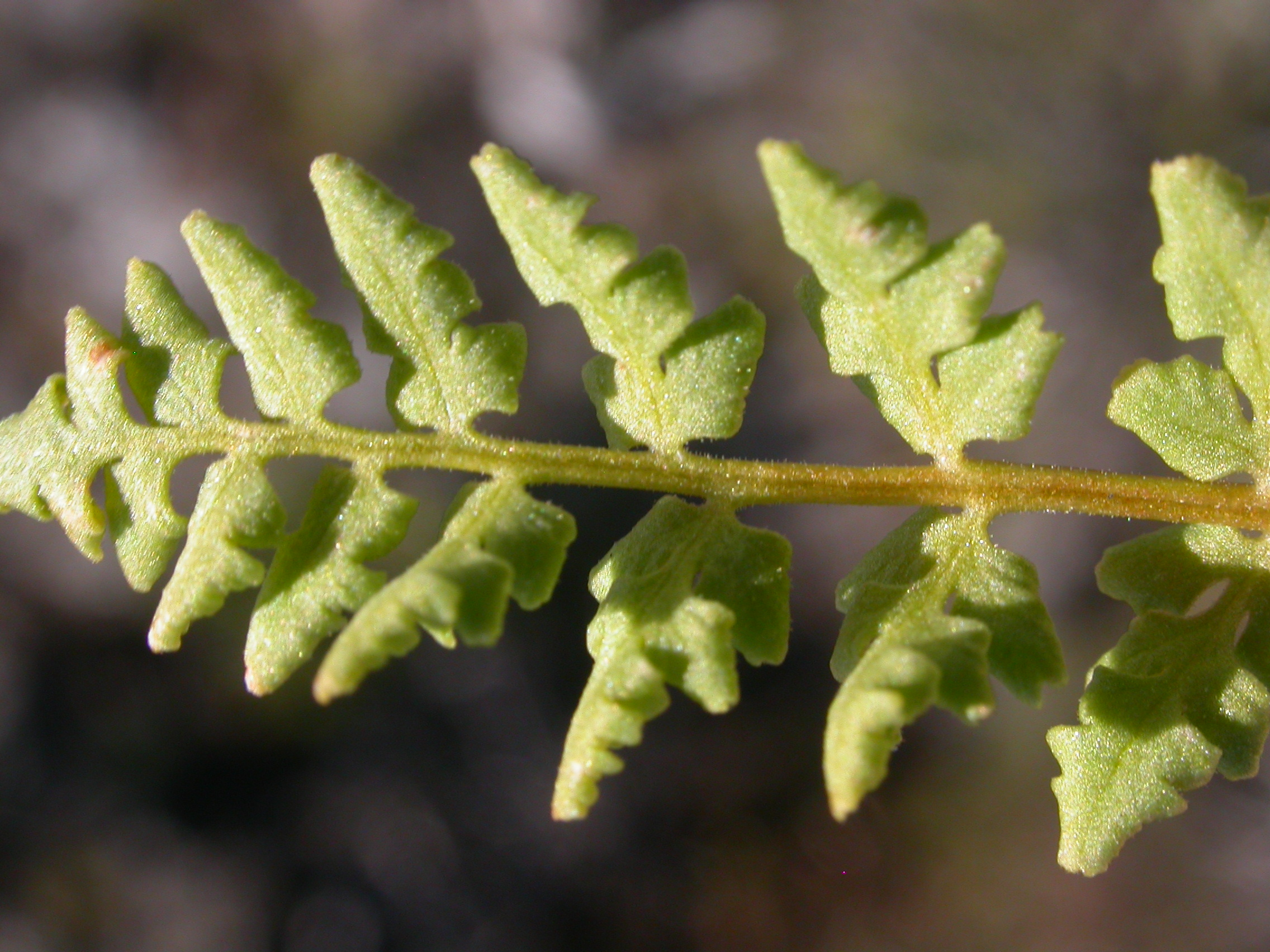